# Equazione integrale di Volterra
In matematica, l'equazione integrale di Volterra è una tipologia di equazione integrale.
Introdotte da Vito Volterra, furono studiate da Traian Lalescu nella sua tesi del 1908 intitolata Sur les équations de Volterra, scritta sotto la supervisione di Charles Émile Picard. Nel 1911 Lalescu scrisse quello che storicamente è stato il primo libro a trattare le equazioni integrali.
Tra le applicazioni vi sono la demografia, lo studio dei materiali viscoelastici e la teoria di Renewal.

## Equazioni di primo e secondo tipo
Un'equazione integrale di Volterra del primo tipo ha la forma:
{\displaystyle f(x,t)=\int _{a}^{t}K(x,y)f(y)\,dy}
mentre un'equazione integrale di Volterra del secondo tipo ha la forma:
{\displaystyle f(x)=g(x)+\int _{a}^{x}K(x,y)f(y)\,dy}
dove {\displaystyle g(x)} è una funzione nota, {\displaystyle K(x,y)} è il nucleo e {\displaystyle f(x)} è la funzione incognita. Sotto ipotesi molto generali su {\displaystyle g(x)} e {\displaystyle K(x,y)}, l'equazione di Volterra si può risolvere per iterazione, dimostrando prima che la serie converge e poi che tale serie risolve l'equazione in questione.
In particolare, data un'equazione differenziale ordinaria scritta in forma normale:
{\displaystyle y'(x)=h(x,y(x))}
si può dimostrare che l'equazione di Volterra:
{\displaystyle y(x)=y_{0}+\int _{x_{0}}^{x}h(t,y(t))dt}
equivale al problema di Cauchy:
{\displaystyle \left\{{\begin{matrix}y'=h(x,y)\\y(x_{0})=y_{0}\end{matrix}}\right.}
Un'equazione integrale di Volterra lineare è inoltre una convoluzione se:
{\displaystyle f(x)=g(x)+\int _{x_{0}}^{x}K(x-s)f(s)\,ds}

## Operatore di Volterra
Data una funzione {\displaystyle f\in L^{2}(0,1)}, l'espressione:
{\displaystyle V(f)(t)=\int _{0}^{t}K(t,s)f(s)\,ds\qquad t\in (0,1)}
definisce un operatore integrale detto operatore di Volterra. Si tratta di un operatore limitato di Hilbert-Schmidt, in particolare un operatore compatto, che agisce tra spazi di Hilbert. La sua norma operatoriale è {\displaystyle \|V\|=2/\pi }.
Un operatore di Volterra non lineare ha la forma:
{\displaystyle V(f)(t)=\int _{0}^{t}K(t,s,f(s))\,ds}
Di particolare importanza è stato lo sviluppo nella teoria spettrale degli operatori di Volterra.